# Arco Universidad de Concepción
El Arco Universidad de Concepción, antiguamente llamado Arco de Medicina, es una edificación construida como entrada principal a la Ciudad Universitaria de Concepción, principal campus de la Universidad de Concepción, en la ciudad de Concepción, Chile.
El antiguo nombre de la construcción se debe a que allí se ubicaba antiguamente la Facultad de Medicina de la Universidad. Actualmente, sin embargo, ésta es utilizada por la Facultad de Ciencias Biológicas, donde se imparte la carrera de Bioingeniería, junto con programas de magíster y doctorado. La Facultad de Medicina, por su parte, ahora se sitúa al frente del Arco Universidad de Concepción, cruzando la calle Chacabuco. En su interior se encuentran aulas de clase, auditorios, laboratorios, una biblioteca de ciencias biológicas y algunos departamentos de dicha facultad.
El Arco Universidad de Concepción es considerado un hito urbano en la ciudad de Concepción.

## Historia
En 1946 y bajo la rectoría de Enrique Molina Garmendia, fundador de la Universidad, se llamó a un concurso nacional de arquitectura que concluiría en octubre del mismo año, para el diseño de un edificio que se presentara como la cara visible de la Universidad de Concepción desde afuera del campus, y que se constituyese como el ingreso principal a la universidad por la calle Janequeo.

## Arquitectura

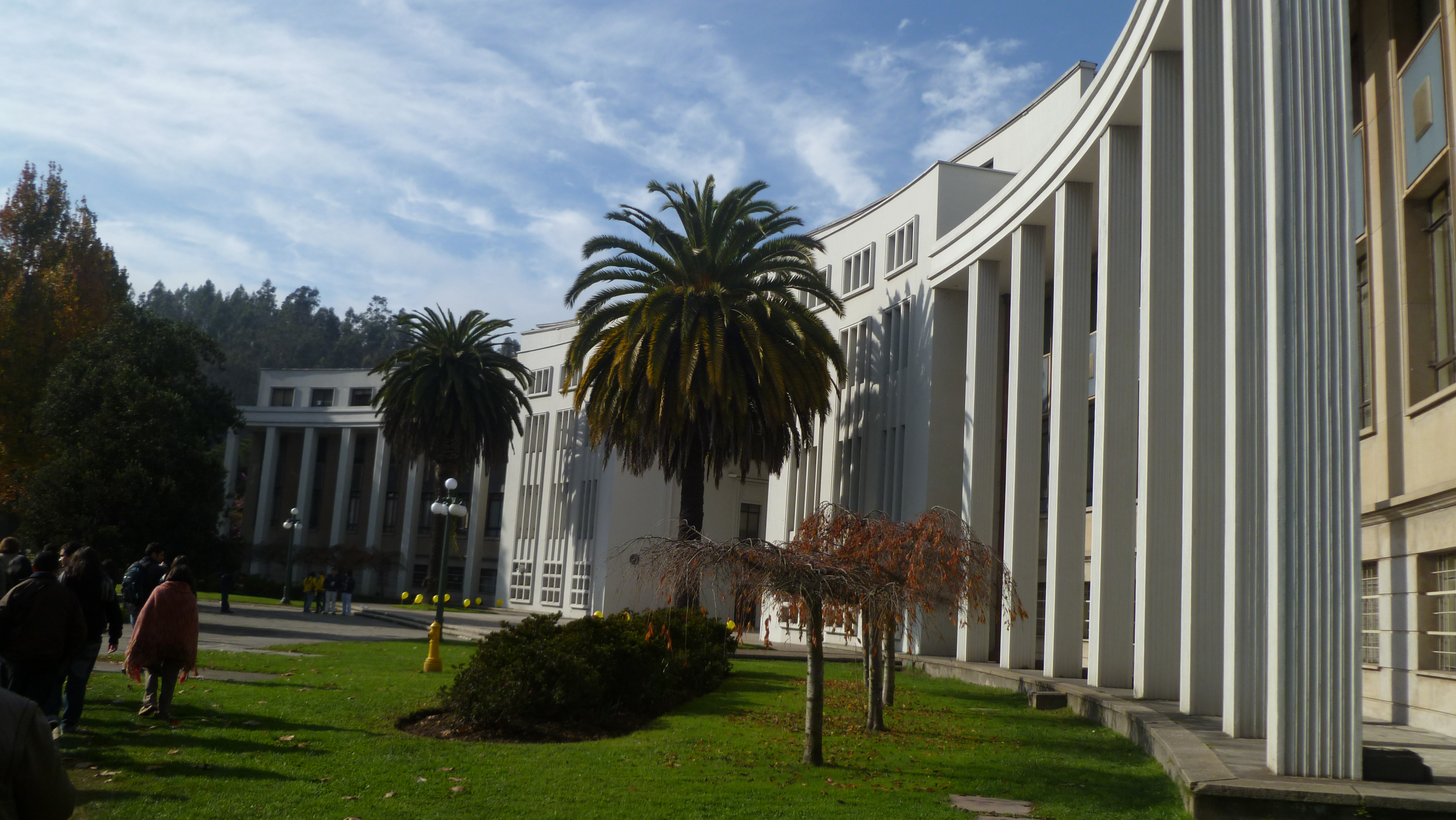
Vista lateral del Arco de La Facultad de Ciencias Biológicas UdeC.

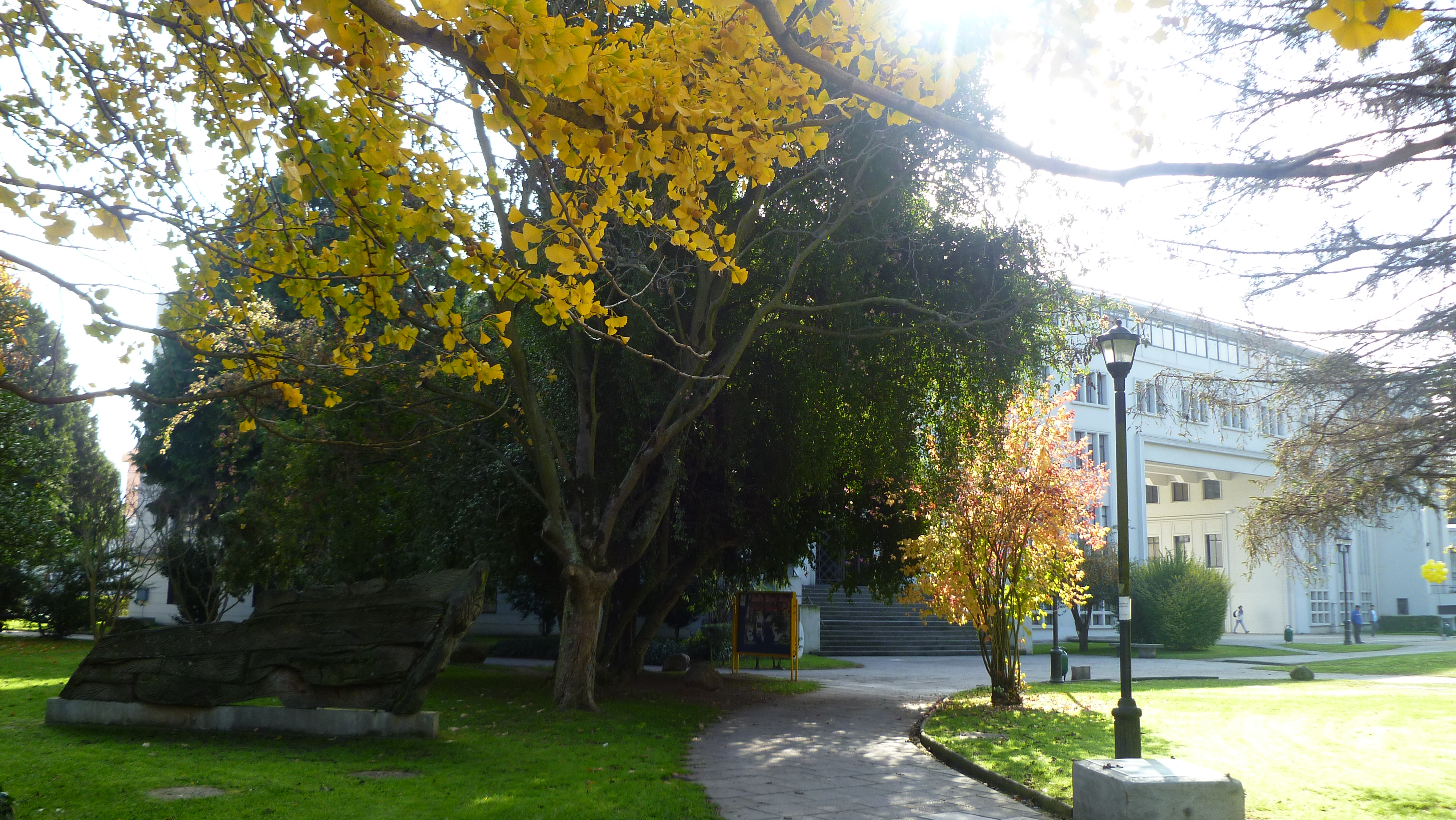
Vista desde el otro lado.

Los ganadores del concurso anterior fueron los arquitectos Edmundo Buddemberg y Gabriela González de Groote, y las construcciones se llevaron a cabo entre 1948 y 1954. La estructura se basa en una serie de columnas estriadas de tres pisos de altura, que acaban con un techo de marquesina curva, formando un marco horizontal tapizado por un relieve alegórico del escultor argentino Mario Ormezzano, el cual simboliza la inteligencia, el conocimiento y el pensamiento creador. Las columnas del arco dan cuenta de un estilo arquitectónico de tipo fascista.
La restauración del relieve, que es necesario mantener cada cierto tiempo producto de los daños sufridos por el tiempo, ha estado en 1987 y 2006 a cargo del escultor Luis Escalona Montalva, quien además ha trabajado en la Casa del Deporte, la Casa del Arte, entre otros edificios universitarios.